# Praßreut (Büchlberg)
Praßreut war ein Gemeindeteil von Büchlberg im Landkreis Passau.
Das damalige Dorf ist heute baulich mit Büchlberg verbunden. Es lag östlich von Büchlberg. Als Gemeindeteil aufgehoben wurde Praßreut zwischen 1950 und 1964.